# Victor Bendix

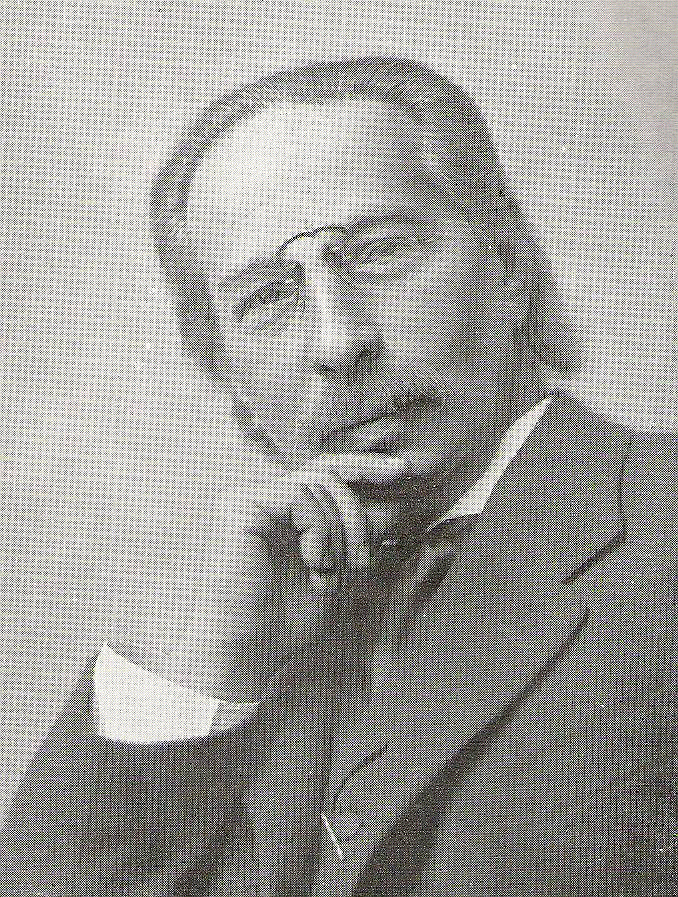
Victor Emanuel Bendix

Victor Emanuel Bendix (Kopenhagen, 17 mei 1851 – Frederiksberg, 5 januari 1926) was een Deens componist, dirigent en pianist.

## Biografie
Bendix werd geboren in een muzikaal gezin met Joodse achtergrond. Zijn ouders waren Emanuel Bendix en Ida Caroline Mathilde Magnus. Vader bespeelde dermate goed de dwarsfluit dat zijn eigenlijke beroep in de groothandel eronder te lijden had en hij financieel ten onder ging. Victors broers Otto en Fritz Emil werden respectievelijk hoboïst en cellist. Beide musiceerden in Det Kongelige Kapel, maar Otto vertrok naar de Verenigde Staten om piano te spelen en les te geven in onder meer Boston.
Ook Victor was al snel in de muziek thuis. Zijn eerste compositie, een kwartet voor fluit, hobo, cello en piano kwam uit zijn pen toen hij 10 jaar oud was. Het werk kon eenvoudig gespeeld worden binnen het gezin. Een octet van een jaar later kon gespeeld worden door Det Kongelige Kapel, waarin zijn broer toen al speelde. De eerste echte compositielessen kreeg hij van Niels W. Gade, de grote man binnen de Deense klassieke muziek van die tijd. Gade trad als leraar toe toen het Conservatorium van Kopenhagen in 1867 zijn deuren opende. Victor werd er student van onder meer Gade en J.P.E. Hartmann. In 1872 was Bendix klaar met zijn studie en begon als repetitor in Det Kongelige Teater. Dankzij een stipendium, toegekend in 1882, ondernam hij een grote buitenlandse reis naar Rusland en Duitsland, onder meer om Richard Wagners Ring des Nibelungen bij te wonen in Bayreuth. Een andere opera die een beslissende invloed had op zijn compositorische ontwikkeling, was Don Carlos van Verdi. Hij maakte ook kennis met Franz Liszt, die Bendix korte tijd onderwees in componeertechnieken. Zij speelden samen ook wel vierhandig piano, als Bendix een compositie had voltooid.
Na terugkomst kreeg Bendix in 1898 een baan aan hetzelfde conservatorium waar hij zijn opleiding had genoten. Hij onderwees daar piano. Bendix was ook actief als dirigent, onder meer van Wagner-opera's en nam rond 1900 het initiatief tot filharmonische concertseries in Kopenhagen.

## Privé
Bendix was in 1879 getrouwd met de rijke barones Rigmor Stampe, schrijfster en filantroop, en heeft een aantal werken aan haar opgedragen. Het huwelijk hield echter geen stand. In 1905 hertrouwde Bendix met de pianiste Dagmar Hansine Lebrecht, met wie hij ook optrad. Zij hadden een paar kinderen. Daarnaast had hij een korte affaire met de pianiste Augusta Marie Krog Schiøler die wel een kind van hem wilde, maar verder geen verbintenis. Toen het kind op 7 april 1899 geboren werd onder de naam Victor Schiøler (later een bekend pianist), herzag Augusta haar standpunt en een schandaal was geboren. Bendix moest een aantal jaar naar Duitsland uitwijken. Bendix had in eerdere jaren ook al privéproblemen toen hij lesgaf aan de familie Brandes, waartoe ook de vooraanstaande literator Georg Brandes behoorde. De vrouw des huizes, Harriet Brandes, viel als een blok voor Bendix, maar die zag niets in haar. Zij pleegde zelfmoord.

## Muziek
De muziek van Bendix werd gezien als romantisch en behoorlijk behoudend. Dat was waarschijnlijk de invloed van Niels W. Gade, die ook behoudend was. Deze muzikale "houding" heeft er zeer waarschijnlijk voor gezorgd dat de in eerste instantie populaire muziek van Bendix naar de achtergrond verdween toen een nieuwe ster zich aandiende in de gedaante van Carl Nielsen. Nielsen was echter zelf wel onder de indruk van Bendix. Ze speelden wel samen en Nielsen droeg zijn Symfonische suite voor piano op aan Bendix.

## Oeuvre
- op. 1 Vijf pianostukken
- op. 2 In kleineren Style (piano)
- op. 3 Lieder
- op. 4 Philinens Lied
- op. 5 Drei ernste Gesänge (1875)
- op. 6 Almas sonetter (1874)
- op. 7 Davids 33. psalm voor koor en orkest (1874)
- op. 9 Stimmungsbilder (liederen)
- op. 10 Balletimprovisaties (piano)
- op. 11 Nocturne en wals (piano)
- op. 12 Pianotrio in A majeur (1877)
- op. 15 Suite voor orkest (1881)
- op. 16 Symfonie nr. 1 (Fjeldstigning 1882)
- op. 17 Pianoconcert in g mineur (1884)
- op. 18 Tien liederen (1885)
- op. 19 Lystspilouverture (1886)
- op. 20 Symfonie nr. 2 (Sommerklange fra Rusland 1888)
- op. 21 Liederen van Victor Hugo (1887)
- op. 22 Album met tien pianostukken
- op. 23 Zes Deense liederen
- op. 25 Symfonie nr. 3 (1895)
- op. 26 Pianosonate in g mineur (1900)
- op. 27 Fabels en lied
- op. 28 Welke Blätter (1903)
- op. 29 Danssuite (1903)
- op. 30 Symfonie nr. 4 (1908)
- op. 31 Negen Deense liederen
- op. 32 Vijf Duitse liederen (1912)
- op. 33 Vijf pianostukken
- Serenade i A-dur (orkest)
- Esperantosange 1907

- Bibsys: 9001846
- Gemeinsame Normdatei: 116118423
- International Standard Name Identifier: 0000 0000 8097 645X
- Library of Congress Control Number: n94121391
- Nationale Bibliotheek van Letland: 000301516
- MusicBrainz: 744eaf9d-3eff-4cdc-93f1-b928326f30c7
- Nationale Bibliotheek van Israël: 987007529010305171
- Nederlandse Thesaurus van Auteursnamen: 306041391
- SNAC: w6ck217d
- Système universitaire de documentation: 171120957
- Virtual International Authority File: 2229149108550868780003